# برنارد سكوت
برنارد سكوت (بالإنجليزية: Bernard Scott)‏ هو لاعب كرة القدم الكندية أمريكي، ولد في 10 فبراير 1984 في فيرنون في الولايات المتحدة.

## وصلات خارجية
- برنارد سكوت على موقع مرجع كرة القدم المحترفة.كوم (الإنجليزية)